# إيتوري سكولا
إتوري سكولا (بالإيطالية: Ettore Scola) ‏(10 مايو 1931 - 19 يناير 2016) هو كاتب سيناريو ومخرج إيطالي.
بدأ في عالم السينما من خلال كتابة السيناريوهات في عام 1953، وأخرج أول فيلم لنتحدث عن النساء، في عام 1964، بعد عشر سنوات في عام 1974، انضم سكولا لقائمة المخرجين الإيطاليين العالميين، من خلال فيلمه أوه كم نحب بعضنا بعض.
في عام 1976 فاز بجائزة مهرجان كان عن فيلمه الرائع «قبيح، قذر، وسيئ».
منذ ذلك الحين وإيتوري سكولا، يخرج العشرات من الأفلام الرائعة، خصوصا فيلم «يوم خاص» (1977)، «ليلة في فارين» (1982)، «كم الوقت الآن؟» (1989)، و«رحلة القائد فراكاسا» (1990). إيتوري أخرج قرابة الأربعين فيلم في 40 عام، وما زال ينتج.

## وصلات خارجية
- إيتوري سكولا على موقع IMDb (الإنجليزية)
- إيتوري سكولا على موقع مونزينجر (الألمانية)
- إيتوري سكولا على موقع قاعدة بيانات الأفلام العربية
- إيتوري سكولا على موقع ألو سيني (الفرنسية)
- إيتوري سكولا على موقع تيرنر كلاسيك موفيز (الإنجليزية)
- إيتوري سكولا على موقع أول موفي (الإنجليزية)
- إيتوري سكولا على موقع قاعدة بيانات برودواي على الإنترنت (الإنجليزية)
- إيتوري سكولا على موقع قاعدة بيانات الأفلام السويدية (السويدية)
- إيتوري سكولا على موقع إن إن دي بي (الإنجليزية)
- إيتوري سكولا على موقع ديسكوغز (الإنجليزية)